# Autodromo di Soči
L'autodromo di Soči (in russo Автодром Сочи?), in precedenza Sochi International Street Circuit (in russo Трасса в Олимпийском парке?) e Sochi Olympic Park Circuit, è un circuito cittadino semipermanente destinato alla Formula 1, situato nel distretto di Adler, a circa 30 km a sud-est del centro città di Soči, sul Mar Nero, nel Territorio di Krasnodar in Russia. È stato ricavato attorno al Sochi Olympic Park, un gruppo di impianti costruiti per lo svolgimento dei Giochi Olimpici invernali del 2014.
La costruzione del Sochi Olympic Park Circuit stabilisce la fine di una campagna trentennale volta a far svolgere il Gran Premio di Russia, dopo il progetto, non andato a buon fine, di un "Gran Premio dell'Unione Sovietica" programmato per la stagione di Formula 1 del 1983, abbandonato per "questioni burocratiche", e diversi tentativi falliti negli anni seguenti.

## Storia

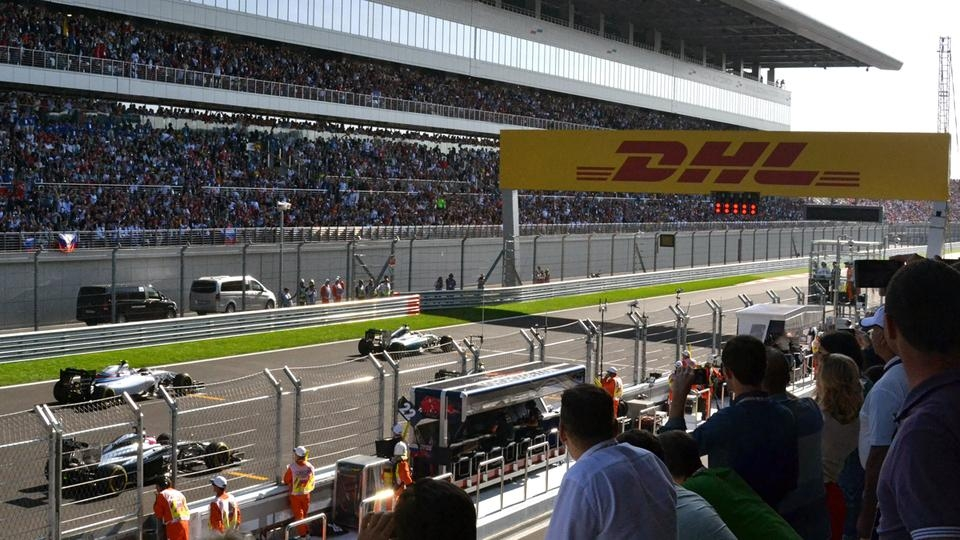
La griglia di partenza dell'edizione inaugurale

Nell'ottobre 2011 il governo russo stanziò 195,4 milioni di dollari per la costruzione del circuito, che avrebbe dovuto ospitare il Gran Premio nel 2014. Prima che iniziassero i lavori, fu dato il potere al Comitato Olimpico Internazionale di ritardare il Gran Premio al 2015 se i preparativi per la gara avessero interferito con i Giochi Olimpici. I Giochi si svolsero comunque regolarmente e la gara fu tenuta in programma per il 2014, con la superficie della pista che fu costruita subito dopo la cerimonia di chiusura dei Giochi Olimpici. L'approvazione finale del tracciato da parte della FIA venne data nel mese di agosto 2014, appena due mesi prima del primo Gran Premio, che si svolse il 12 ottobre 2014 e che vide come vincitore Lewis Hamilton su Mercedes.
Nella stagione 2022 il circuito viene inizialmente sospeso dal calendario a seguito dell'invasione russa dell'Ucraina, per poi essere definitivamente rimosso. Nel giugno 2021 Liberty Media aveva annunciato che a partire dalla stagione 2023 il Gran Premio di Russia si sarebbe disputato sul tracciato dell'Igora Drive, vicino a San Pietroburgo. A seguito dell'invasione russa dell'Ucraina, nel corso del 2022 il contratto per la disputa della gara viene terminato, concludendo allo stesso tempo il contratto per la disputa del Gran Premio nelle stagioni successive.

## Circuito

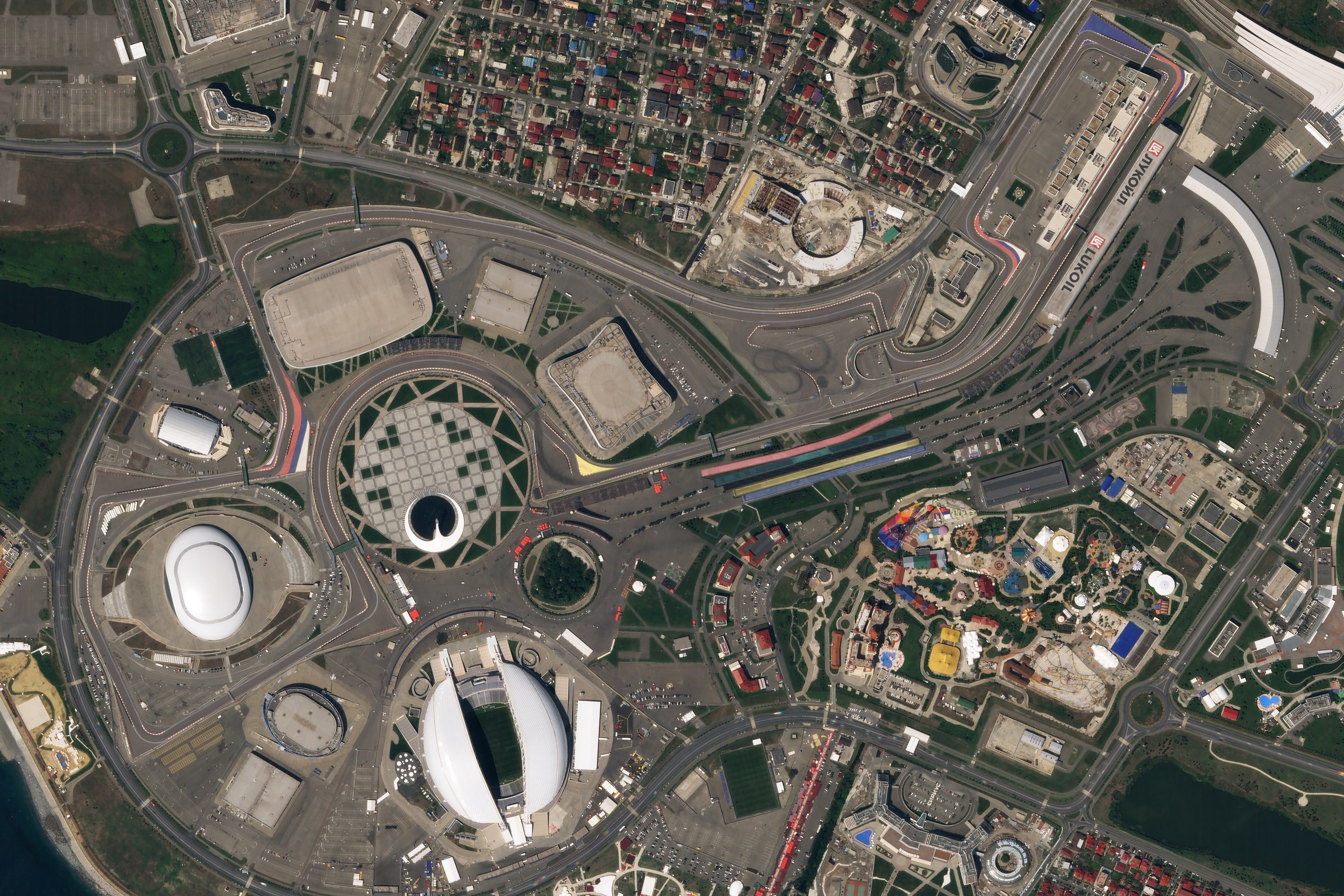
Vista satellitare del circuito

Il circuito, lungo 5 848 metri, è il quinto in ordine di lunghezza del calendario di Formula 1, dopo il circuito di Spa-Francorchamps in Belgio, quello di Gedda in Arabia Saudita, quello di Baku in Azerbaigian e quello di Silverstone in Gran Bretagna. Progettato dall'architetto tedesco Hermann Tilke (noto per la progettazione di svariati circuiti di Formula 1), il tracciato si snoda attorno al Sochi Olympic Park, un complesso di strutture che hanno ospitato le gare di hockey su ghiaccio, pattinaggio su ghiaccio e le cerimonie di apertura e chiusura dei Giochi Olimpici 2014. 
Il circuito inizia sul bordo settentrionale del parco olimpico vicino alla stazione ferroviaria, per scendere poi verso Medals Plaza, luogo in cui si svolgeva la consegna delle medaglie olimpiche. Prosegue con il giro della piazza per dirigersi verso est al Bolshoy Ice Dome, dove si snoda in una serie di curve strette prima di girare a nord dove costeggia il bordo del parco olimpico, sopra il villaggio olimpico e la Adler Arena Skating Center. Passa poi il Sochi Olympic Skating Centre e l'Ice Cube Curling center, prima di passare dietro il paddock, verso la stazione ferroviaria, e completare il percorso con una curva a centottanta gradi. Circa 1 700 metri del circuito si snodano su strade pubbliche.
Il record assoluto del circuito è di 1'31"304 stabilito da Lewis Hamilton su Mercedes nelle qualifiche del Gran Premio di Russia 2020.

## Albo d'oro della Formula 1
| 2014 | Lewis Hamilton  | Mercedes      |               |               |
| 2015 | Lewis Hamilton  | Mercedes      |               |               |
| 2016 | Nico Rosberg    | Mercedes      |               |               |
| 2017 | Valtteri Bottas | Mercedes      |               |               |
| 2018 | Lewis Hamilton  | Mercedes      |               |               |
| 2019 | Lewis Hamilton  | Mercedes      |               |               |
| 2020 | Valtteri Bottas | Mercedes      |               |               |
| 2021 | Lewis Hamilton  | Mercedes      |               |               |
| 2022 | Non disputato   | Non disputato | Non disputato | Non disputato |

### Vittorie per pilota
| Vittorie | Pilota          | Anno(i)/Vettura                                                               |
| -------- | --------------- | ----------------------------------------------------------------------------- |
| 5        | Lewis Hamilton  | 2014/Mercedes - 2015/Mercedes - 2018/Mercedes - 2019/Mercedes - 2021/Mercedes |
| 2        | Valtteri Bottas | 2017/Mercedes - 2020/Mercedes                                                 |
| 1        | Nico Rosberg    | 2016/Mercedes                                                                 |

### Vittorie per scuderia
| Vittorie | Scuderia | Anno(i)/Pilota |
| -------- | -------- | --- |
| 8        | Mercedes | 2014/Lewis Hamilton - 2015/Lewis Hamilton - 2016/Nico Rosberg - 2017/Valtteri Bottas - 2018/Lewis Hamilton - 2019/Lewis Hamilton - 2020/Valtteri Bottas - 2021/Lewis Hamilton |